# Inês de Castro (filme)
Inês de Castro é um filme luso-espanhol do género drama histórico, realizado por Leitão de Barros. Estreou-se em Espanha a 28 de dezembro de 1944 e em Portugal a 9 de maio de 1945, no Teatro São Luiz.

## Elenco
- Alicia Palacios - Inês de Castro
- António Vilar - Infante D. Pedro

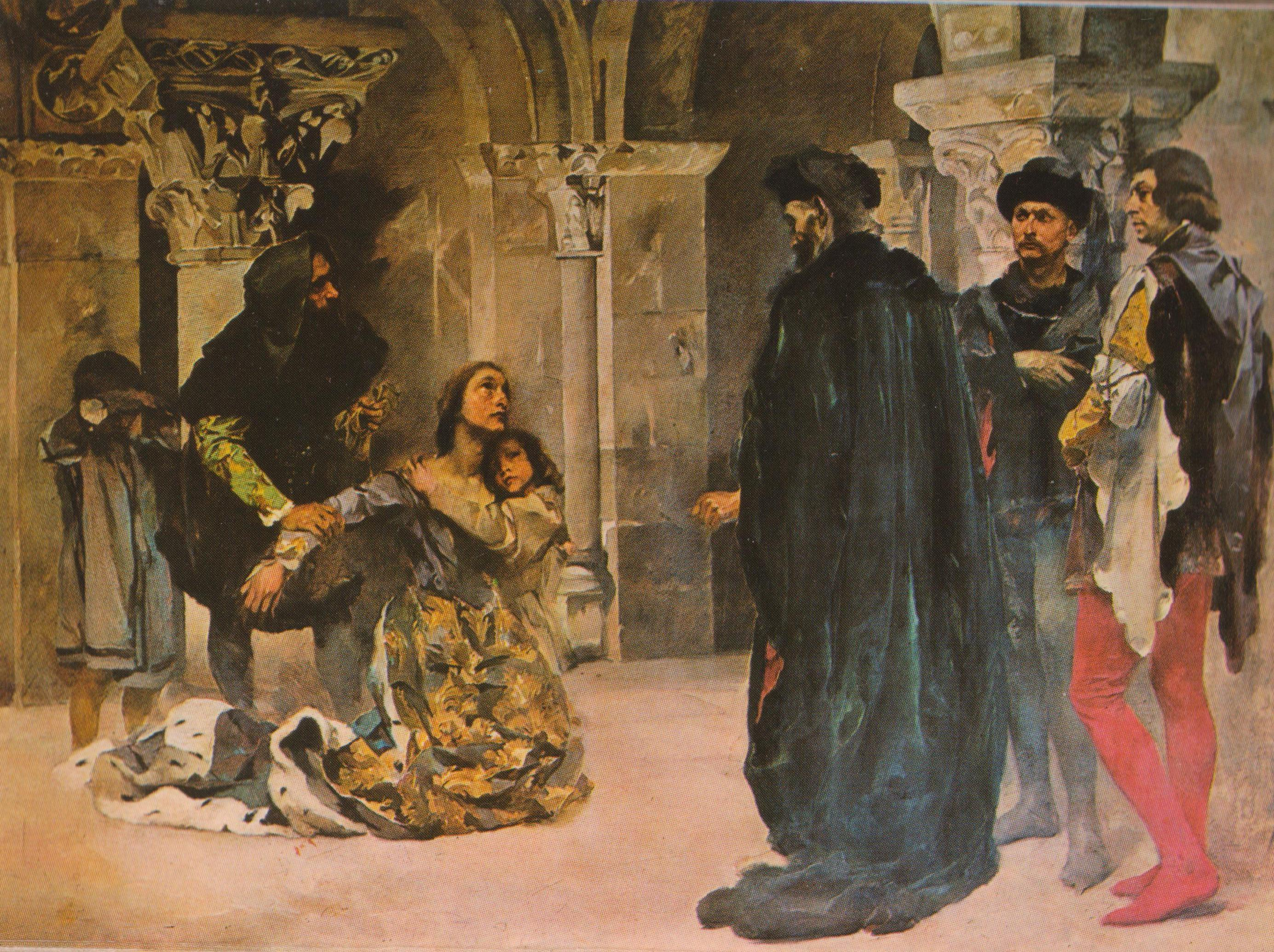
Drama de Inês de Castro (c. 1901-04), por Columbano Bordalo Pinheiro, no Museu Militar de Lisboa

- María Dolores Pradera - Constança Manuel
- Raul de Carvalho - Diogo Lopes Pacheco
- João Villaret - Martin, o Bobo
- Gregorio Beorlegui - Pero Coelho
- Alfredo Ruas - Álvaro Gonçalves, o Meirinho-Mor
- Erico Braga - Rei D. Afonso IV
- Antonio Casas - Fernando Castro
- Ramón Martori - Álvaro Pires de Castro
- Ricardo del Mazo - Ayres
- Antonia Plana - Lorenza
- Aníbal Vela - Infante D. Juan Manuel